# Provincia Centrale (Kenya)
La provincia Centrale (in inglese: Central Province) era una delle province del Kenya. Aveva come capoluogo Nyeri.
La regione aveva un clima particolarmente mite, dovuto alle altitudini abbastanza elevate, con una piovosità regolare concentrata nei periodi marzo-maggio e ottobre-novembre. Le attività economiche principali erano la coltivazione di caffè e la produzione casearia.

## Geografia antropica

### Suddivisioni amministrative
La provincia era suddivisa in 7 distretti (wilaya'at):
| Distretto | Popolazione | Capoluogo                |
| --------- | ----------- | ------------------------ |
| Nyandarua | 479.902     | Ol Kalou (già Nyahururu) |
| Nyeri     | 661.156     | Nyeri                    |
| Kirinyaga | 457.105     | Kerugoya                 |
| Maragua   | 387.969     | Maragua                  |
| Muranga   | 348.304     | Muranga                  |
| Thika     | 645.713     | Thika                    |
| Kiambu    | 744.010     | Kiambu                   |

## Società

### Evoluzione demografica
La maggior parte delle comunità della Provincia Centrale sono di etnia bantu, soprattutto gikuyu, embu e meru.

## Storia
Si ritiene che le odierne popolazioni bantu siano migrate nella regione della Provincia Centrale intorno al XVII secolo. Durante la colonizzazione britannica, gran parte del terreno della regione fu riservato alle proprietà dei bianchi (che chiamavano la zona White Highlands); conseguenza di questo fatto fu una certa instabilità politica, culminata negli anni 1950 con la rivolta dei Mau-Mau.
Il primo presidente keniota Jomo Kenyatta proveniva da questa provincia, dalla cittadina di Gatundu.